# Trachyrhinus
Genre
Trachyrhinus est un genre d'opilions eupnois de la famille des Sclerosomatidae.

## Distribution
Les espèces de ce genre se rencontrent aux États-Unis et au Mexique.

## Liste des espèces
Selon World Catalogue of Opiliones (15/05/2021) :
- Trachyrhinus dicropalpus Cokendolpher, 1981
- Trachyrhinus favosus (Wood, 1868)
- Trachyrhinus horneri Cokendolpher, 1981
- Trachyrhinus marmoratus Banks, 1894
- Trachyrhinus mesillensis Cokendolpher, 1981
- Trachyrhinus rectipalpus Cokendolpher, 1981

## Publication originale
- Weed, 1892 : « Notes on harvest-spiders. » The American Naturalist, vol. 26, p. 528–530 (texte intégral).